# ازرتس (استان دوبریچ)
ازرتس (به بلغاری: Ezerets) یک منطقهٔ مسکونی در بلغارستان است که در شهرستان شابلا واقع شده‌است.